# Adolfo Pedernera

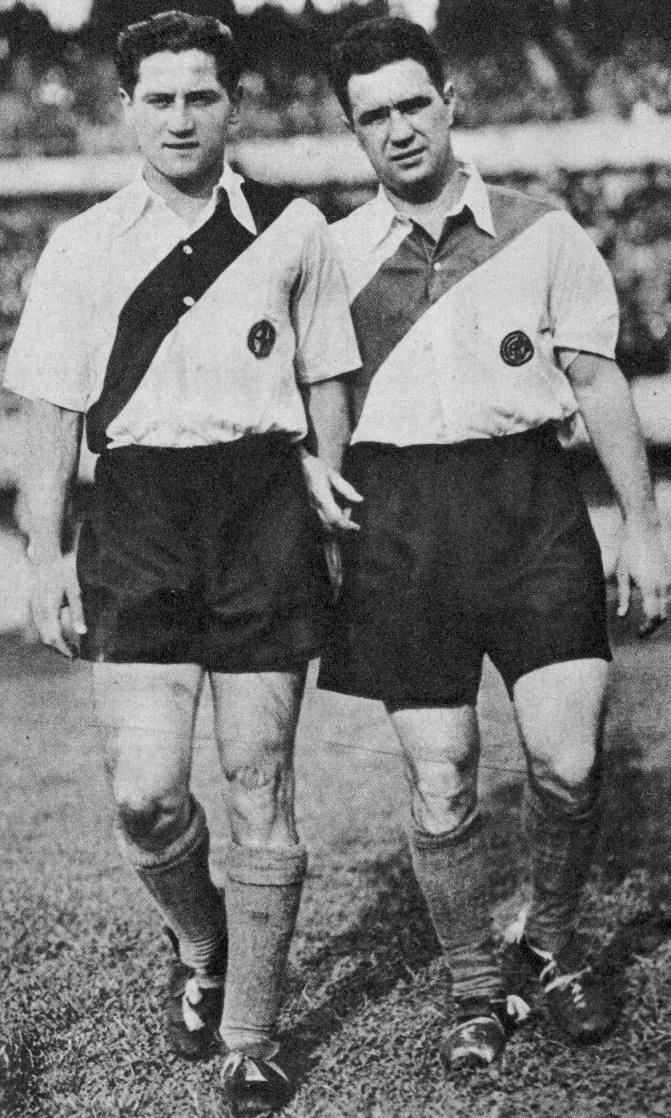
Adolfo Pedernera junto a Carlos Peucelle

Adolfo Alfredo Pedernera Assalini (Avellaneda, Buenos Aires, 15 de noviembre de 1918-Avellaneda, Buenos Aires, 12 de mayo de 1995) fue un futbolista argentino. Jugó de delantero y es considerado uno de los mejores futbolistas argentinos de la historia. 
Está entre los máximos goleadores de todos los tiempos de River Plate con 143 goles, club con el que ganó cuatro Copas Aldao (1936, 1937, 1941 y 1945) y ocho campeonatos nacionales, además de cumplir un rol esencial como conductor natural de la Máquina de River en la primera mitad de los años 40 y del Millonarios Fútbol Club de Colombia conocido como el Ballet Azul en la década posterior. Con la selección argentina ganó tres Copas América (1941, 1945 y 1946).
Pedernera fue un jugador diestro dotado de una gran habilidad, notable pegada al balón y gran inteligencia táctica, por lo que fue apodado el Maestro. Ocupa el 12.º lugar en la clasificación del mejor jugador sudamericano del siglo publicada por IFFHS en 2004. En 1980 fue distinguido con el Diploma al Mérito Konex como uno de los cinco mejores jugadores del fútbol argentino y póstumamente en el 2000 le fue conferido el Premio Konex de Honor.

## Trayectoria

### C. A. River Plate

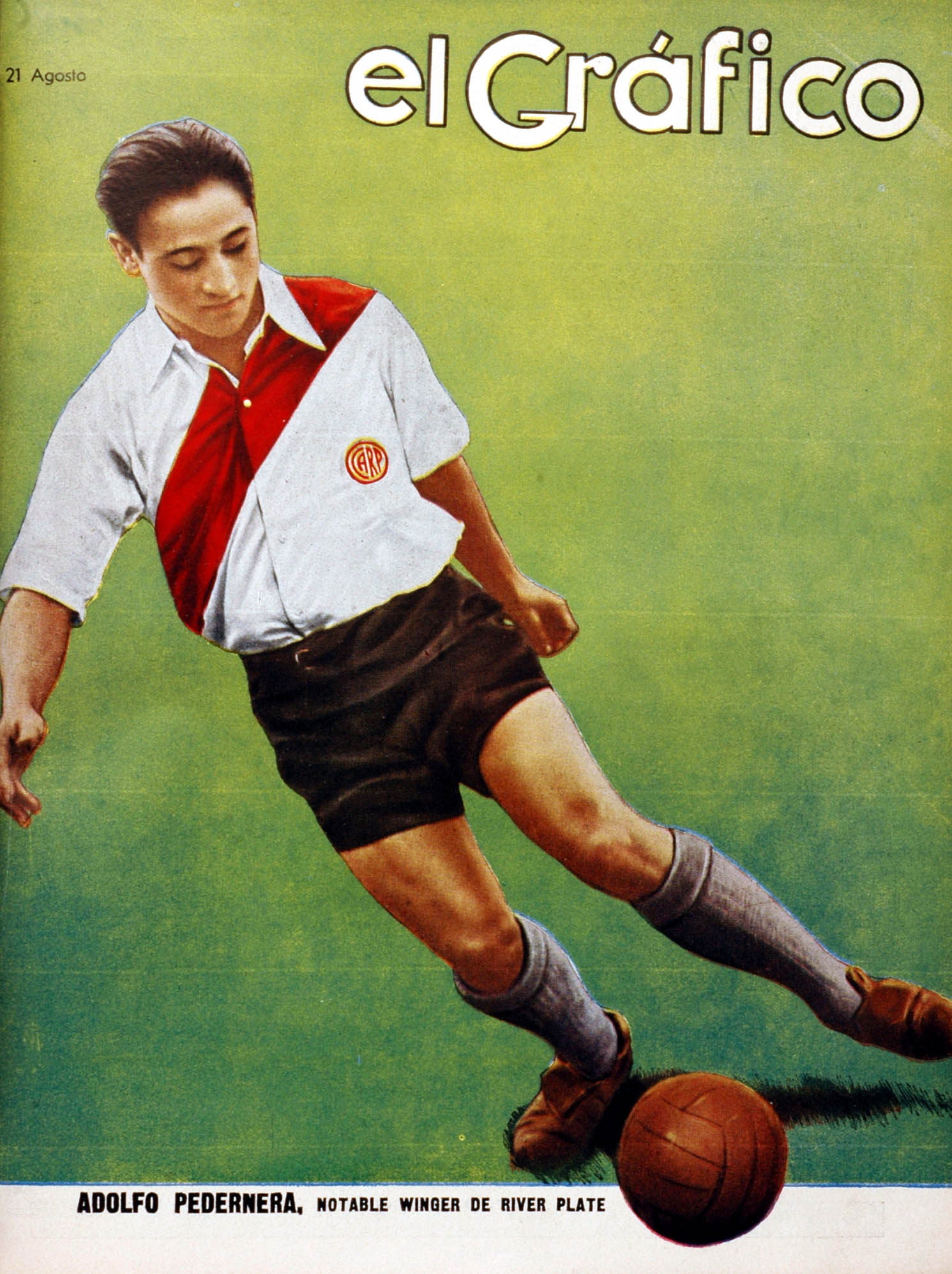
Adolfo en River (1937)

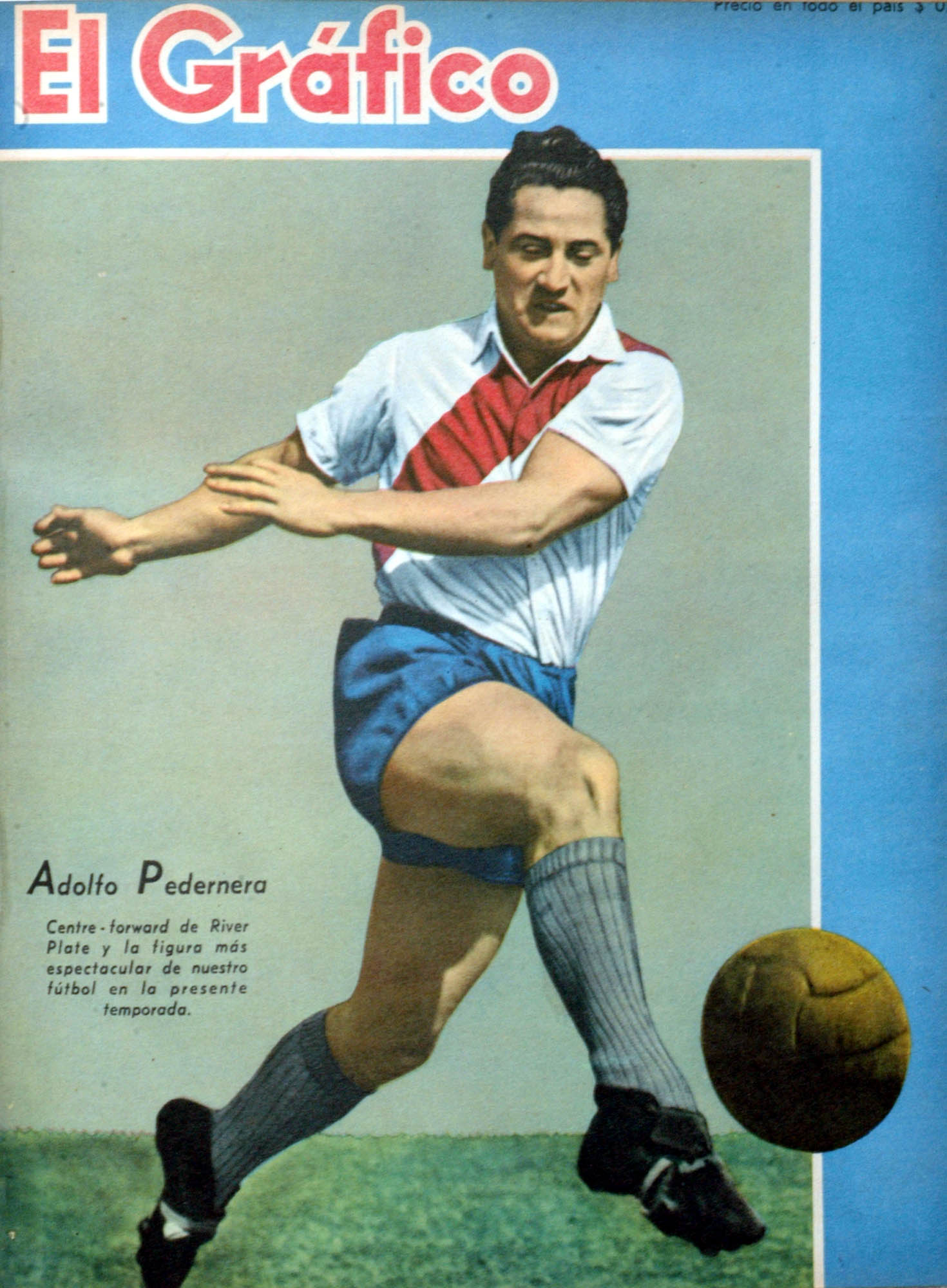
Portada de El Gráfico el 3 de septiembre de 1943

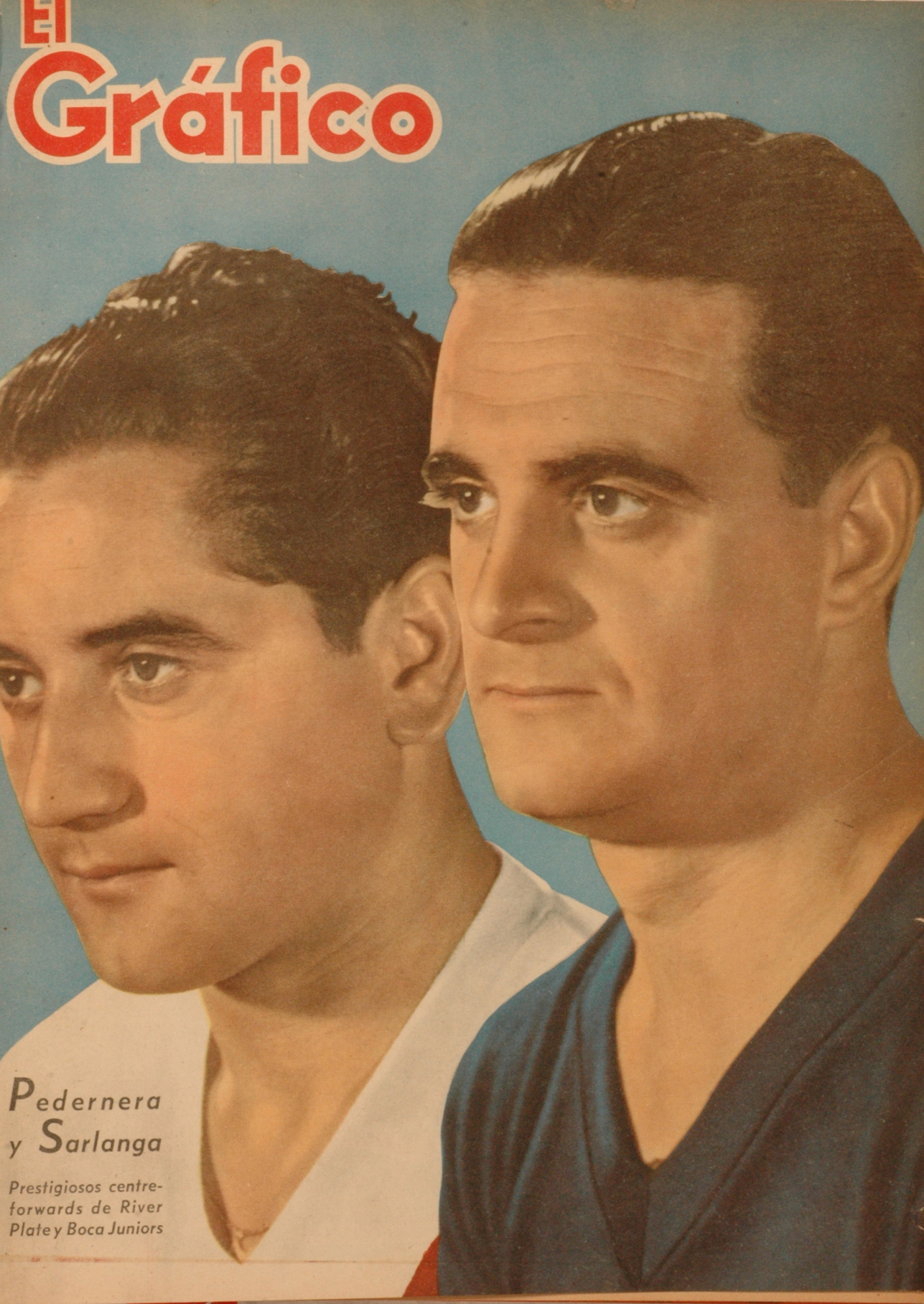
Pedernera y Jaime Sarlanga, figuras de River y Boca, en 1944

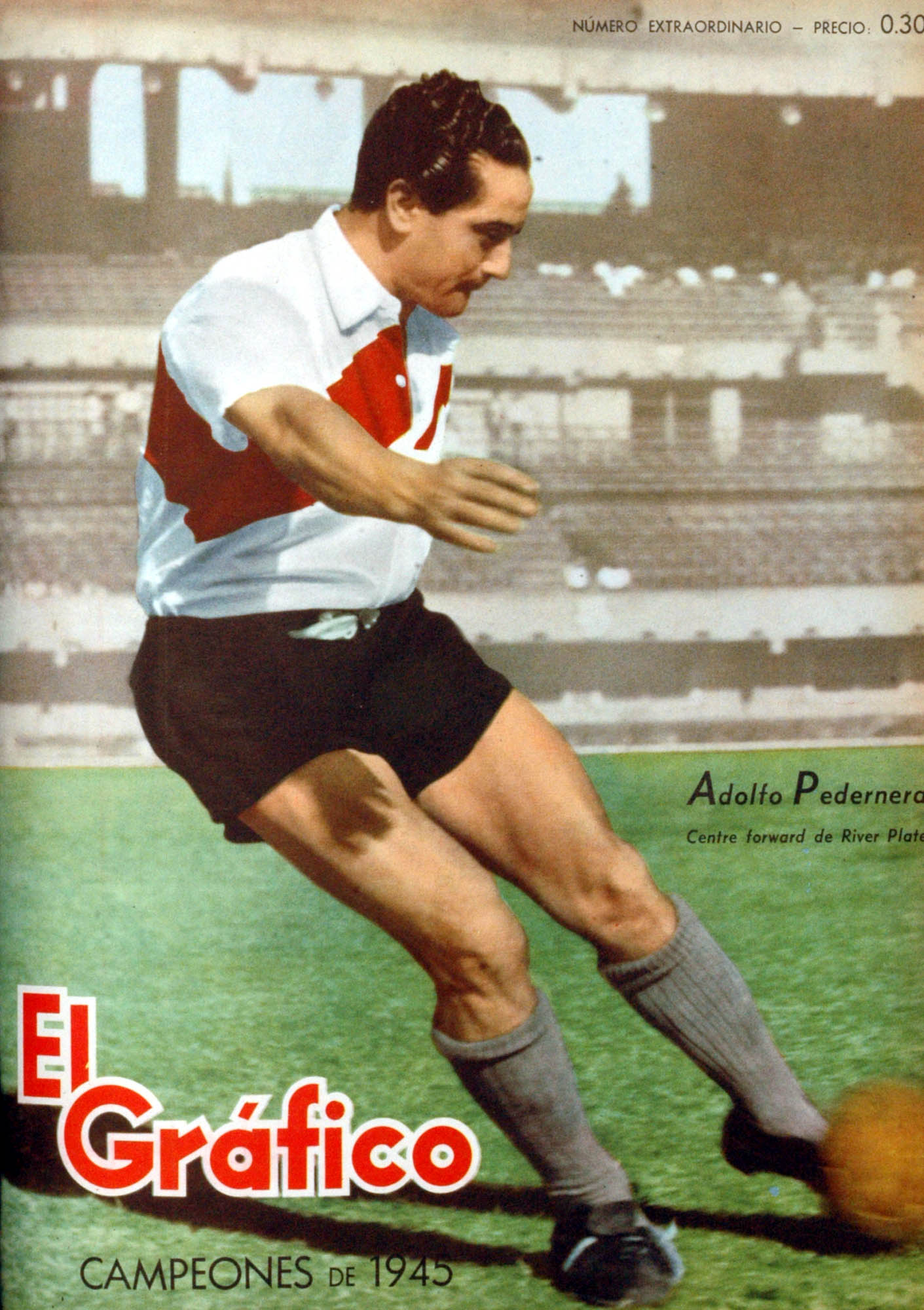
Pedernera en la portada de El Gráfico el 4 de enero de 1946

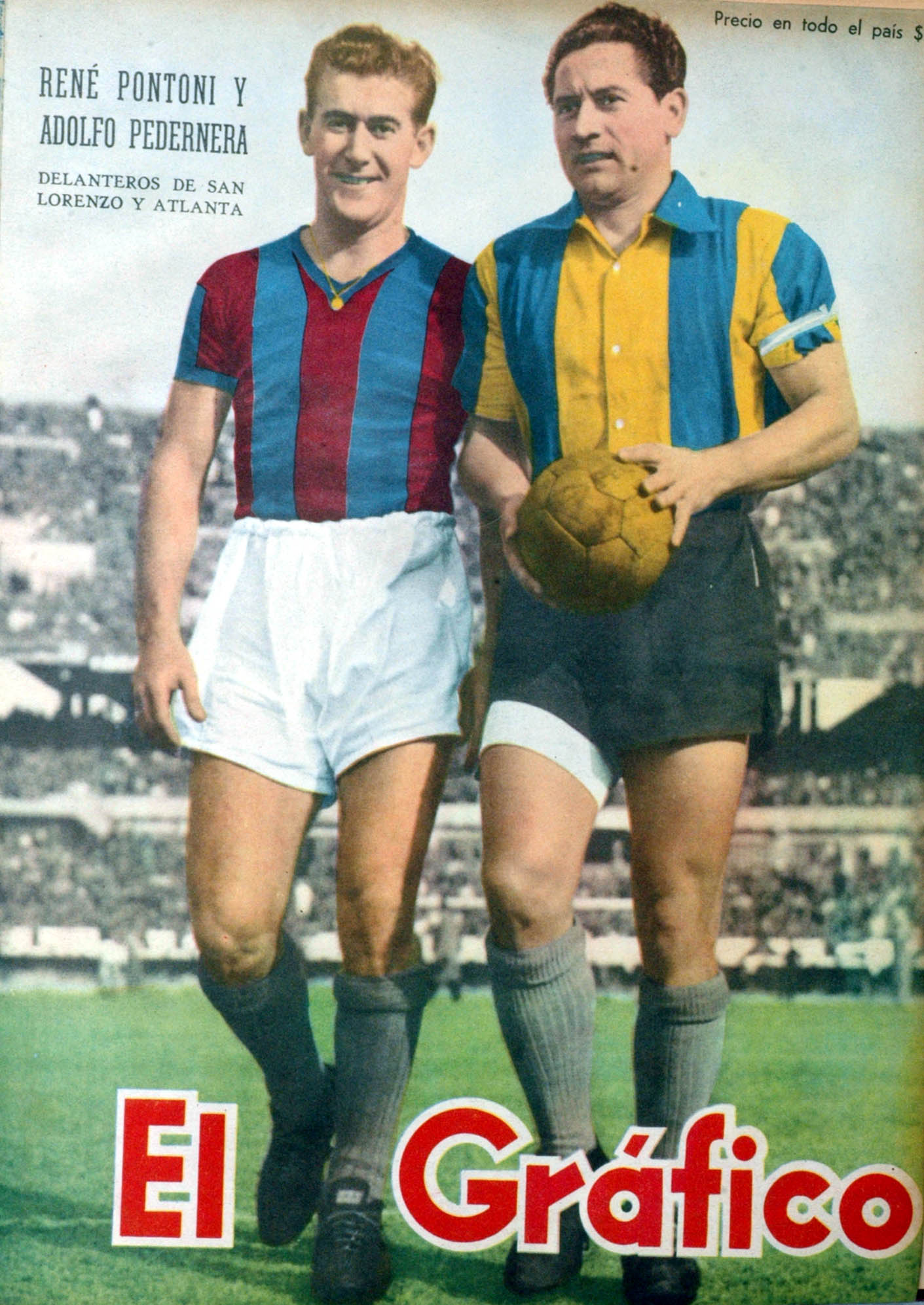
Jugando para Atlanta, en 1947, junto a René Pontoni de San Lorenzo.

Pedernera tenía un talento excepcional para el fútbol, y lo practicaba con su padre, que fue jugador de River entre 1910 y 1912. Se dice que a los cuatro años, su padre le lanzó una pelota y él le pegó un feroz patadón. Entonces se dio cuenta de su habilidad.
Como adolescente, Pedernera muestra el talento para el fútbol. El primer club se unió fue Cruceros de la Plata, pero pronto se unió a la profesional del Club Atlético Huracán.
Sus primeros clubes fueron Cruceros del Plata y Huracán. En 1933 pasó a River Plate, club con el que debutó en la Primera División de su país en 1935 y en cuyo plantel permaneció hasta 1946, convirtiéndose en una auténtica leyenda.
En el equipo argentino fue integrante de una de las delanteras más célebres de la historia del fútbol: La Máquina, que completaban Juan Carlos Muñoz, José Manuel Moreno, Ángel Labruna y Félix Loustau.
Pedernera condujo el juego de aquella Máquina y recibió los apodos de El Maestro y El Frentudo. Jugador de gran regate, pícaro y elegante al tiempo, actuó en los cinco puestos de la delantera y contribuyó a la conquista de cinco títulos de la Liga argentina (1936, 1937, 1941, 1942 y 1945).
En esos tiempos eran inolvidables sus paseos nocturnos por los lugares donde se escuchaba buen tango y su amistad con Aníbal Troilo fue fraternal y duradera, unidos por las pasiones mayores del pueblo argentino, fútbol y tango.
Tras abandonar River Plate (donde también fue compañero de Néstor Raúl Rossi y Alfredo Di Stéfano), inició un periplo que le llevó, seducido por una millonaria oferta a Club Atlético Atlanta (1947), Huracán (1948) y Millonarios de Bogotá.
Con este último conjunto jugó desde 1949 hasta 1954 y además fue director técnico desde 1950, ganando en cuatro ocasiones la Liga de Colombia (1949, 1951, 1952 y 1953), además la Pequeña Copa del Mundo de Clubes en este último año. El equipo fue apodado "El Ballet Azul" y Pedernera al igual que en River Plate fue reconocido como uno de los mejores jugadores en la historia del club colombiano. Puso fin a su trayectoria como futbolista en Huracán en 1954 y 1955.
Fue internacional en 20 ocasiones con la selección argentina, ganando la Copa América en 1941 y 1945 y, tras retirarse, inició una larga carrera como entrenador que le llevó, entre otros, a los banquillos del Nacional de Uruguay, Gimnasia y Esgrima de La Plata, Huracán, Ciclista Lima de Perú, Independiente, Boca Juniors (con el que fue subcampeón de la Copa Libertadores en 1963 y campeón del torneo de primera división de la Argentina en el año 1964), América de Cali dándole a este equipo participación histórica en la Liga Colombiana al obtener el primer subcampeonato de su historia en 1960 y al año siguiente la goleada más amplia en el Clásico Vallecaucano ante el Deportivo Cali, su eterno rival.
También fue entrenador de Club Atlético Talleres, Colombia y Argentina. Gracias al buen trabajo de Adolfo Pedernera, Colombia pudo clasificarse por primera vez a un Mundial de Fútbol, esta vez al Mundial de 1962 en Chile eliminando al favorito Perú en las eliminatorias de 1961 con un triunfo obtenido en Bogotá y un empate en Lima. En 1969 fue llamado para ser el técnico de la Argentina con el fin de conseguir la clasificación para el Mundial de 1970 en México, pero fracasó al caer eliminado por Perú en la cancha de Boca Juniors en las eliminatorias válidas para ese Mundial.

### C. D. Los Millonarios

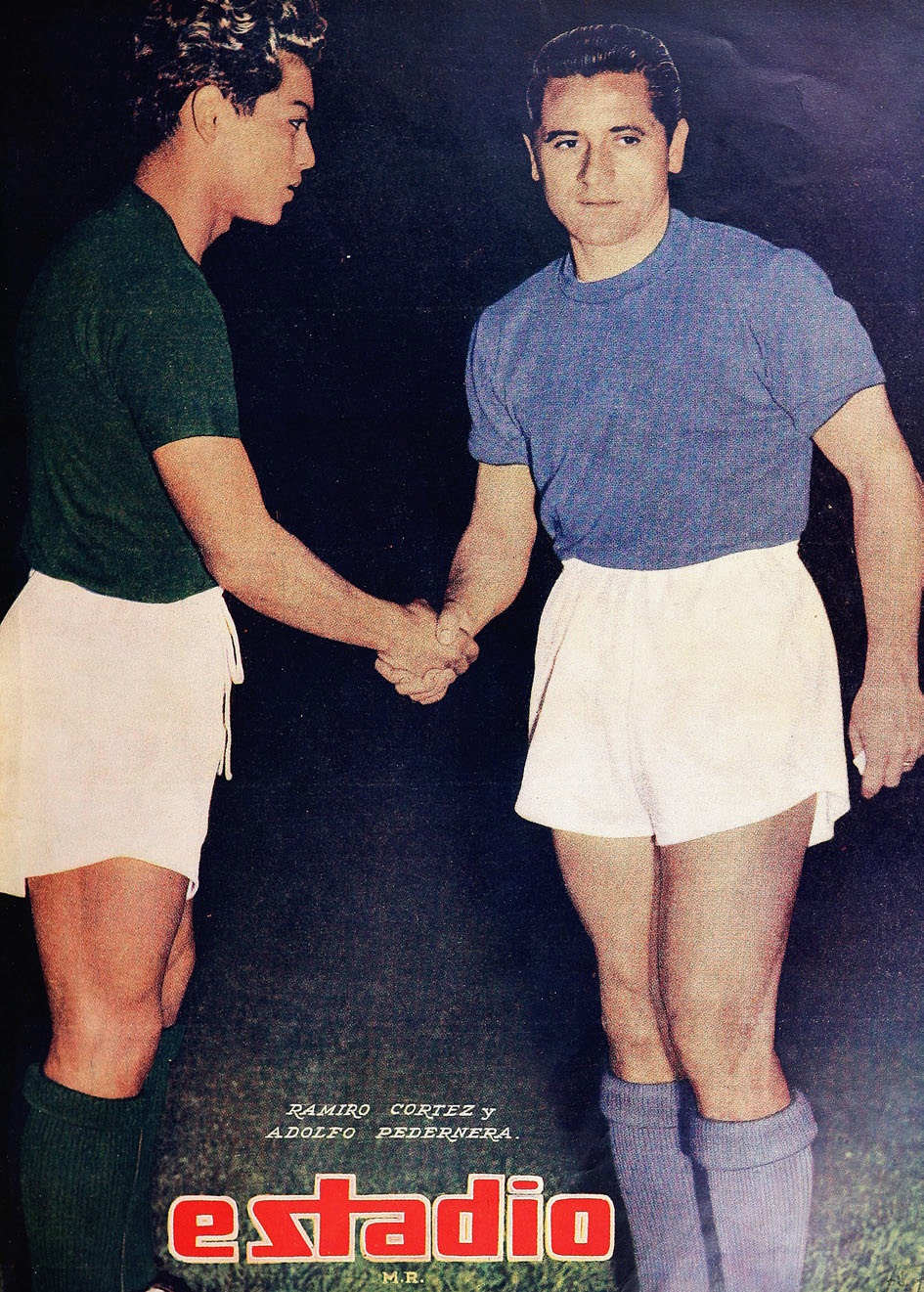
Ramiro Cortés (Audax Italiano) y Pedernera (Millonarios) en Chile 1952. Revista deportiva Estadio (Chile).

Pedernera se estableció en el norte de Bogotá después de ser recibido en el club. El 11 de junio, asistió a su primer partido con los Millonarios, en el que derrotó al Club Atlético Municipal (hoy Atlético Nacional) con una marcador de 6-0.
El 25 de junio, Pedernera jugó por primera vez con el club, ayudando a derrotar al Deportes Caldas Club con un marcador de 3-0. La prensa de Bogotá recibió bien a Pedernera, comentó al día siguiente que el Maestro era «un fenómeno, un artista, un maestro del pase, y una demostración de inteligencia. Tras el estreno del Maestro, todo es posible».
Junto con Alfredo Di Stéfano y Néstor Rául Rossi, Pedernera ayudó a Millonarios a su título de campeón de Colombia en 1949. De acuerdo con Di Stéfano, el equipo jugó con el «5 y baile» la estrategia, en la que se trataría de no humillar a sus oponentes por marcador, cuando ganaban por cinco goles. Esta estrategia fue empleada en nueve victorias consecutivas. En el juego de campeonato, Pedernera marcó los dos goles decisivos en el play-off, para decidir los partidos contra el Deportivo Cali en 1949.
Después de que Carlos Aldabe se retiró como entrenador de Millonarios, Pedernera asumió como mánager-jugador y fue en esta posición, clave en la consecución de los tres campeonatos consecutivos desde 1951 hasta 1953, la Copa Colombia de 1953 y la Pequeña Copa del Mundo de Clubes de 1953.
En esta época Millonarios derrotó a otros equipos fuertes en su momento: Club Atlético Huracán de Argentina, Club Bolívar de Bolivia, Rapid Wien de Austria e incluso a su antiguo equipo River Plate, que había ganado la Primera División Argentina 1952 y 1953.
En marzo de 1952, cuando Pedernera tenía 33 años de edad, fue parte de la gira de Millonarios en Europa. En este viaje, ganó contra el Real Madrid en el estadio de Chamartín (ahora llamado Estadio Santiago Bernabéu), con un marcador de 4-2.
Pedernera también llevó a su equipo a la victoria en la Pequeña Copa del Mundo en 1953.
En 1954, el Pacto de Lima obligó a todos los jugadores "ilegales" regresar a sus clubes de origen, Pedernera volvió brevemente a Huracán.
En 1960 el Maestro estuvo nuevamente en Colombia, ahora como jugador-entrenador del América. Inicialmente iba a trabajar con el Boca Juniors de Barranquilla, pero algunos problemas de diversa índole hacen que el cuadro auriazul no participe en el torneo y Pedernera pasa entonces al conjunto escarlata. Bajo su mando, el América consigue el primer subcampeonato de su historia.
Un dato prácticamente desconocido en el mundo del fútbol, es que el América es el último club en que el Maestro Pedernera estuvo como jugador activo antes de retirarse para dedicarse a ser director técnico por completo. El 14 de junio de 1961 el argentino saltó por última vez a la cancha como futbolista, luciendo el rojo escarlata y el escudo con el diablo en el pecho, en compañía de otros talentosos como José Américo Montanini y Manuel Blanco.

## Como entrenador

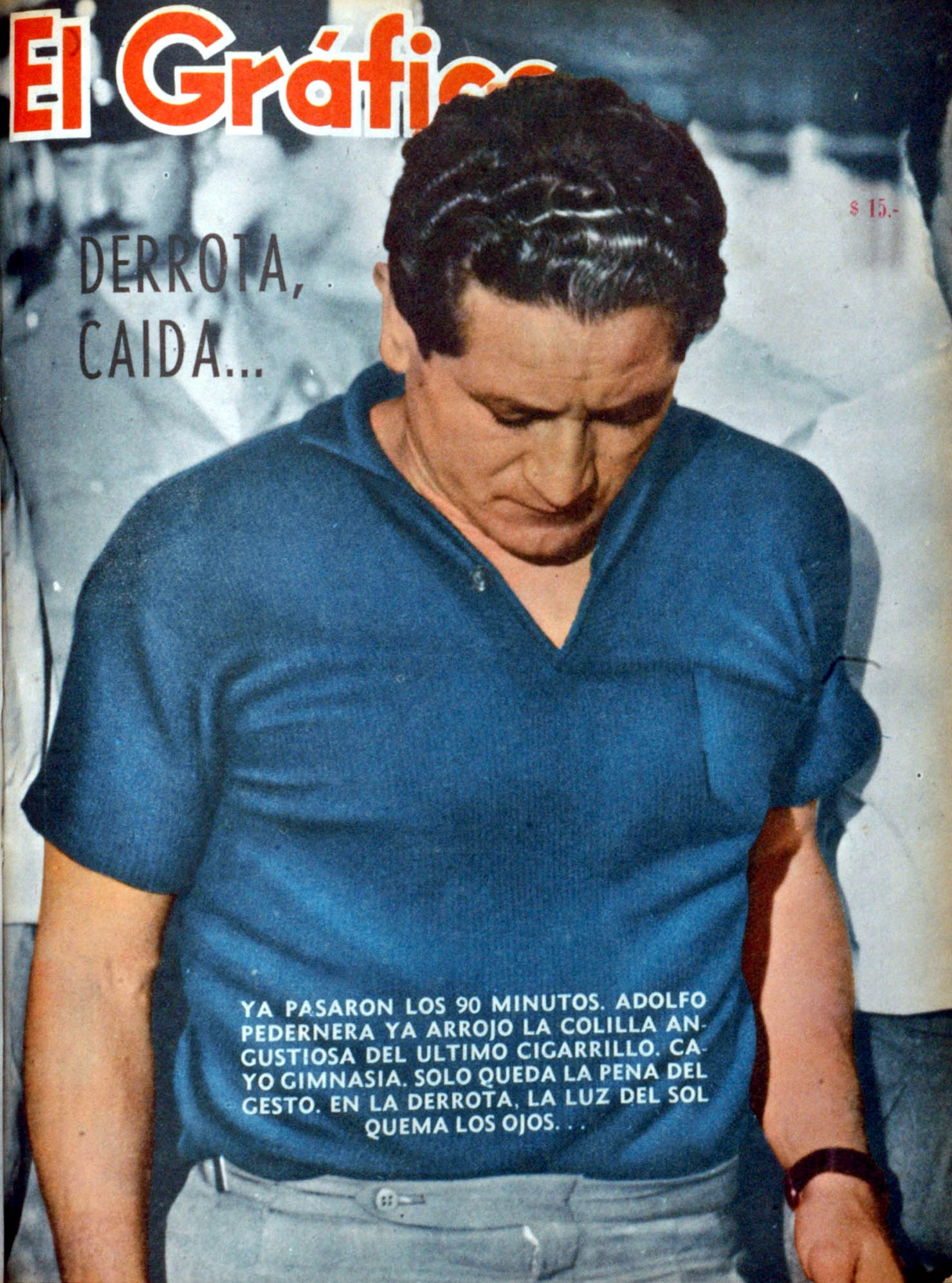
Pedernera como entrenador de Gimnasia y Esgrima La Plata en 1962

En años posteriores Pedernera también entrenó a Nacional en Uruguay, Gimnasia y Esgrima de La Plata, Ciclista Lima en Perú, Huracán, Talleres de Córdoba, Independiente, Boca Juniors, Banfield y América de Cali.
En 1961 logró que Colombia clasificara por primera vez en su historia a una Copa Mundial, la que se celebró en Chile en 1962. El equipo cafetero quedó eliminado en primera ronda, pero consiguió un valioso empate 4-4 ante la antigua Unión Soviética. Adicionalmente, en ese encuentro el volante Marcos Coll, perteneciente al América, marcó el que es hasta la fecha el único gol olímpico en la historia del certamen orbital, a nadie más que el legendario arquero Lev Yashin, más conocido como 'la Araña Negra'.
En Boca Juniors, dirigió junto a Aristóbulo Deambrosi al equipo de esa institución que ganó el campeonato de primera división del fútbol argentino en el año 1964 y encabezó el cuerpo técnico del equipo de Boca campeón de 1965 dirigido por Néstor Rossi y Deambrosi. Permaneció en Boca Juniors hasta el final del año 1967. En el año 1963, había llegado con ese equipo a la final de la Copa Libertadores de América, cayendo con el Santos de Brasil en el que actuaba Pelé.
Pedernera ha entrenado a Colombia y Argentina a nivel internacional. En 1969, Argentina no logró llegar a la final de la Copa del Mundo al quedar eliminado en la fase de clasificación, fue con mucho pesar y para nada retira prestigio al gran jugador y entrenador que Pedernera fue. Un maestro de la táctica, regate y colocación, Pedernera transmitió a sus jugadores grandes conocimientos de fair play, garra y gran voluntad de triunfar.

#### Participaciones en Copas del Mundo
| Mundial                        | Sede  | Resultado    |
| ------------------------------ | ----- | ------------ |
| Copa Mundial de Fútbol de 1962 | Chile | Primera fase |

## Últimos años
En 1993 publicó su autobiografía llamada El fútbol que viví ... y que yo siento, asistido por el periodista Alejandro Yebra.
En 1994, Pedernera se reunió por última vez con sus amigos de toda la vida Alfredo Di Stéfano y Pipo Rossi en la Feria Internacional del Libro en Bogotá FILBO. Pedernera murió el 12 de mayo de 1995. Sus restos reposan en la sección de notables del Cementerio de Chacarita.
En 2000 recibió de forma póstuma el Premio Konex de Honor como una de las personalidades fallecidas más relevantes del deporte argentino, otorgado por la Fundación Konex, antes, en 1980, había recibido el Diploma al Mérito Konex como uno de los 5 mejores de la historia.

## Filmografía
Actuó en el filme Prontuario de un argentino (1987) haciendo el papel de un periodista deportivo.

## Clubes

### Como futbolista
| Club        | País      | Año       | Partidos | Goles |
| ----------- | --------- | --------- | -------- | ----- |
| River Plate | Argentina | 1935-1946 | 278      | 131   |
| Atlanta     | Argentina | 1947      | 28       | 4     |
| Huracán     | Argentina | 1948-1949 | 20       | 2     |
| Millonarios | Colombia  | 1949-1954 | 81       | 33    |
| Huracán     | Argentina | 1954      | 10       | 0     |
| Total       | Total     | Total     | 417      | 170   |

### Como entrenador
| Club                        | País      | Año       |
| --------------------------- | --------- | --------- |
| Millonarios                 | Colombia  | 1950-1954 |
| Huracán                     | Argentina | 1954      |
| Nacional                    | Uruguay   | 1955      |
| Huracán                     | Argentina | 1956-1958 |
| Ciclista Lima               | Perú      | 1958-1959 |
| América de Cali             | Colombia  | 1960-1961 |
| Selección Colombia          | Colombia  | 1961-1962 |
| Gimnasia y Esgrima La Plata | Argentina | 1962      |
| Boca Juniors                | Argentina | 1966-1967 |
| Independiente               | Argentina | 1969      |
| Selección Argentina         | Argentina | 1969      |
| Talleres                    | Argentina | 1975      |
| Club Atlético Banfield      | Argentina | 1976      |

### Como mánager
| Club         | País      | Año       |
| ------------ | --------- | --------- |
| Boca Juniors | Argentina | 1963-1966 |

### Estadísticas
| Club        | Año  | Juegos | Goles | Asistencias |
| ----------- | ---- | ------ | ----- | ----------- |
| River Plate | 1935 | 2      | 0     | 0           |
| River Plate | 1936 | 26     | 6     | 13          |
| River Plate | 1937 | 31     | 12    | 19          |
| River Plate | 1938 | 27     | 12    | 19          |
| River Plate | 1939 | 21     | 7     | 12          |
| River Plate | 1940 | 26     | 16    | 13          |
| River Plate | 1941 | 21     | 13    | 5           |
| River Plate | 1942 | 24     | 23    | 8           |
| River Plate | 1943 | 27     | 15    | 12          |
| River Plate | 1944 | 27     | 6     | 11          |
| River Plate | 1945 | 29     | 11    | 15          |
| River Plate | 1946 | 24     | 9     | 10          |
| Atlanta     | 1947 | 28     | 4     | 6           |
| Huracán     | 1948 | 17     | 2     | 4           |
| Millonarios | 1949 | 18     | 12    | 5           |
| Millonarios | 1950 | -      | -     | -           |
| Millonarios | 1951 | -      | -     | -           |
| Millonarios | 1952 | -      | -     | -           |
| Millonarios | 1953 | -      | -     | -           |
| Huracán     | 1954 | 3      | 0     | 0           |
| Total       |      | 397    | 148   | 152         |

## Palmarés

### Como jugador

#### Campeonatos nacionales
| N.º | Título           | Equipo      | País      | Año              |
| --- | ---------------- | ----------- | --------- | ---------------- |
| 1   | Primera División | River Plate | Argentina | 1936             |
| 2   | Primera División | River Plate | Argentina | Copa de Oro 1936 |
| 3   | Primera División | River Plate | Argentina | 1937             |
| 4   | Primera División | River Plate | Argentina | 1941             |
| 5   | Primera División | River Plate | Argentina | 1942             |
| 6   | Primera División | River Plate | Argentina | 1945             |
| 7   | Primera División | Millonarios | Colombia  | 1949             |
| 8   | Primera División | Millonarios | Colombia  | 1951             |
| 9   | Primera División | Millonarios | Colombia  | 1952             |
| 10  | Primera División | Millonarios | Colombia  | 1953             |

#### Copas nacionales
| N.º | Título         | Equipo      | País      | Año  |
| --- | -------------- | ----------- | --------- | ---- |
| 1   | Copa Ibarguren | River Plate | Argentina | 1937 |
| 2   | Copa Ibarguren | River Plate | Argentina | 1941 |
| 3   | Copa Escobar   | River Plate | Argentina | 1941 |
| 4   | Copa Ibarguren | River Plate | Argentina | 1942 |
| 5   | Copa Colombia  | Millonarios | Colombia  | 1953 |

#### Copas internacionales
| N.º | Título     | Equipo      | País    | Año  |
| --- | ---------- | ----------- | ------- | ---- |
| 1   | Copa Aldao | River Plate | AFA/AUF | 1936 |
| 2   | Copa Aldao | River Plate | AFA/AUF | 1937 |
| 3   | Copa Aldao | River Plate | AFA/AUF | 1941 |
| 4   | Copa Aldao | River Plate | AFA/AUF | 1945 |

| N.º | Título       | Selección | País      | Año  |
| --- | ------------ | --------- | --------- | ---- |
| 1   | Copa América | Argentina | Chile     | 1941 |
| 2   | Copa América | Argentina | Chile     | 1945 |
| 3   | Copa América | Argentina | Argentina | 1946 |

#### Trofeos internacionales
| N.º | Título                             | Equipo      | País      | Año  |
| --- | ---------------------------------- | ----------- | --------- | ---- |
| 1   | Bodas de Oro del Real Madrid C. F. | Millonarios | España    | 1952 |
| 2   | Pequeña Copa del Mundo             | Millonarios | Venezuela | 1953 |

### Como entrenador

#### Campeonatos nacionales
| N.º | Título           | Equipo      | País     | Año  |
| --- | ---------------- | ----------- | -------- | ---- |
| 1   | Primera División | Millonarios | Colombia | 1951 |
| 2   | Primera División | Millonarios | Colombia | 1952 |
| 3   | Primera División | Millonarios | Colombia | 1953 |

#### Copas nacionales
| N.º | Título        | Equipo      | País     | Año  |
| --- | ------------- | ----------- | -------- | ---- |
| 1   | Copa Colombia | Millonarios | Colombia | 1953 |

#### Trofeos internacionales
| N.º | Título                             | Equipo      | País      | Año  |
| --- | ---------------------------------- | ----------- | --------- | ---- |
| 1   | Bodas de Oro del Real Madrid C. F. | Millonarios | España    | 1952 |
| 2   | Pequeña Copa del Mundo             | Millonarios | Venezuela | 1953 |